# Селве Пјане (Л'Аквила)
Селве Пјане (итал. Selve Piane) је насеље у Италији у округу Л'Аквила, региону Абруцо.
Према процени из 2011. у насељу је живело 78 становника. Насеље се налази на надморској висини од 729 м.